# Маньчжуры
Маньчжу́ры (маньчж.:  манчжу; кит. трад. 滿族, упр. 满族, пиньинь Mǎnzú; монг. Манж; устар. — манджуры) — тунгусо-маньчжурский народ, коренное население Маньчжурии (в настоящее время — Северо-Восточный Китай). Численность — 10,682 млн, из которых 5,39 млн проживают в провинции Ляонин, 2,12 млн — Хэбэй, 1,04 млн — Хэйлунцзян, 990 тысяч — в провинции Цзилинь и 500 тысяч — во Внутренней Монголии. Небольшие группы имеются в Монголии, КНДР, Амурской области. В настоящее время говорят на китайском языке.  Начиная с XVII века н. э. они значительно китаизировались, лишь небольшая их часть сохранила маньчжурский язык, ещё меньшая — маньчжурскую письменность.

## Названия
Предки маньчжуров известны в истории под именем чжурчжэней. Имя чжурчжэнь, или, точнее, нюйчжэнь дали маньчжурским племенам китайцы. Слово нюйчжэнь — это китайская транскрипция маньчжурского слова «золотой».
Этноним маньчжур происходит от названия племени маньчжоу. Новое название маньчжур чжурчжэньским племенам дал император Хуантайцзи (Абахай). Он издал в 1635 году указ, гласивший, что «племена маньчжоу, хада, ула, ехэ и хойха подлежит считать единым государством — Маньчжоу, и что невежественные люди их называют чжушенями, но название чжушень относилось только к потомкам чаоморгеньских сибо». Таким образом, слово чжурчжэнь является экзоэтнонимом, а слово «маньчжур »— это самоназвание, которое возникло в самой среде маньчжуров.

## История
600 лет назад восточная Маньчжурия была заселена многочисленными тунгусо-маньчжурскими племенами, часть из которых ещё в XII веке стали создателями чжурчжэньской империи Цзинь, уничтоженной монголами в 1234 году.
Четыре столетия назад эти народы вновь создали мощное государство, завоевав Северный Китай. Новая династия получила название Да Цзинь (Да Цин) — «Великая Золотая», или Хоу Цзинь — «Поздняя Золотая», поскольку Первой, или Ранней, считалась династия чжурчжэней 1115—1234 гг.
В 1616 году правитель чжурчжэней Нурхаци, объединивший их разрозненные племена в конце XVI — начале XVII вв., официальным указом переименовал свой народ, установив новое название — маньчжуры, и провозгласил воссоздание чжурчжэньского государства Цзинь (в истории стало известно как «Поздняя Цзинь»), а себя объявил его ханом. В 1621 году Мукден, Ляоян и другие семьдесят городов были захвачены, и маньчжуры впервые установили контроль на целой территории, которой с тех пор иностранцы дают имя Маньчжурии.
В империи Цин, созданной после покорения в 1644 году Китая, маньчжуры занимали привилегированное положение, образуя костяк армии и структуры государственного управления. Этнические китайцы стали занимать высокие должности в империи только со второй половины XIX века. Будучи привилегированной группой, составлявшей большую часть войск империи, маньчжуры широко расселились по территории Китая, образуя национальные кварталы в крупных городах. При падении империи Цин в 1911 году во многих из них произошли антиманьчжурские погромы со множеством человеческих жертв.
В годы Второй мировой войны японцы создали в Северо-восточном Китае маньчжурское государство Маньчжоу-го во главе со свергнутым в 1911 году ещё ребёнком маньчжурским императором Пу И. В КНР Маньчжурия была разделена на провинции Ляонин, Хэбэй, Хэйлунцзян и Цзилинь. Часть территории Маньчжурии была включена в состав Внутренней Монголии.

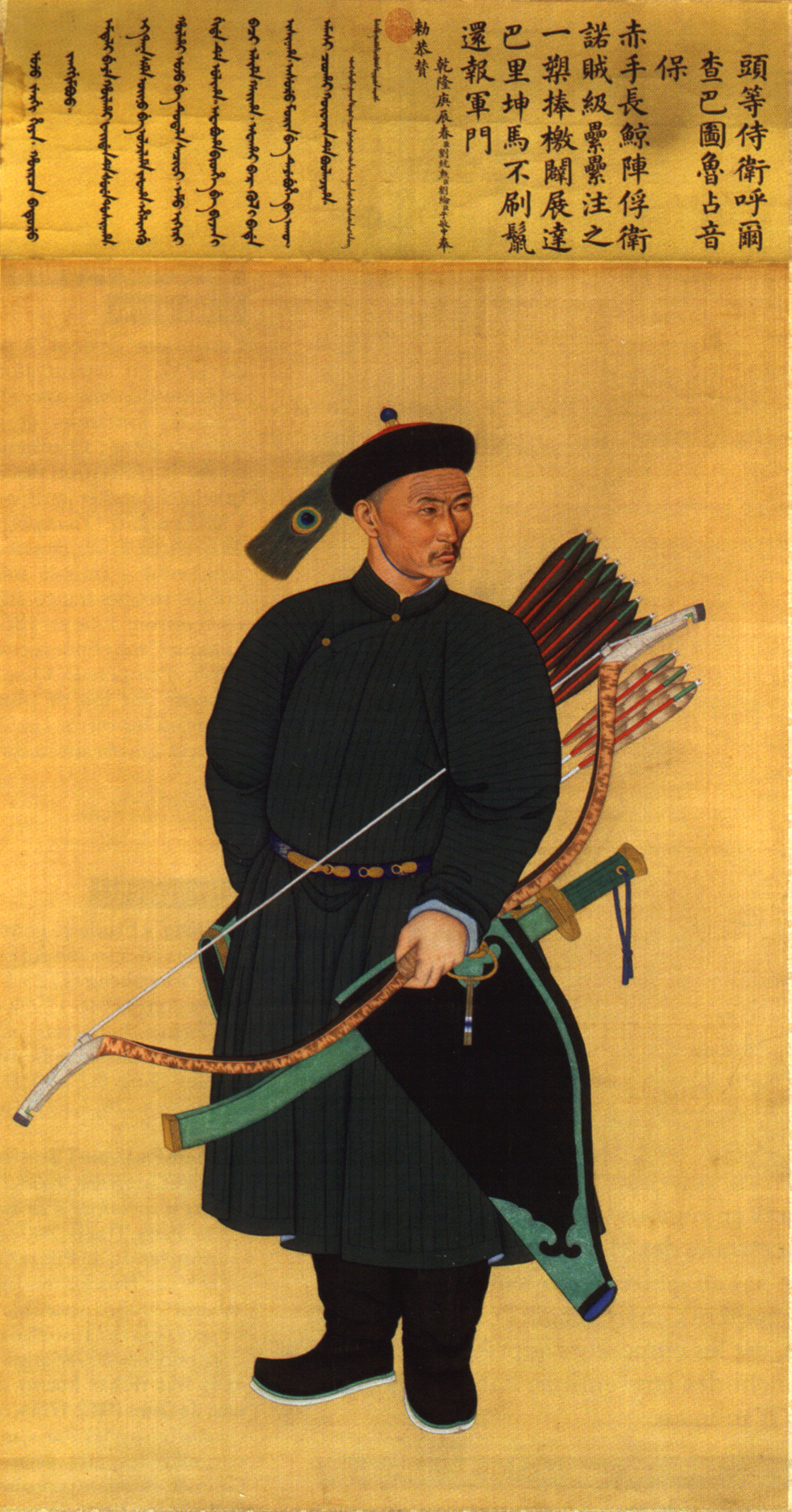
Маньчжур в традиционном наряде

В ходе переписи населения 1953 года 2,5 миллиона человек идентифицировали себя как маньчжуры. В 1970 численность маньчжуров оценивалась в 3 млн человек. Между 1982 и 1990 годами официальное число маньчжуров выросло больше чем в два раза с 4 299 159 до 9 821 180, что делает их наиболее быстро растущим этническим меньшинством Китая. Однако фактически этот рост не происходил из-за естественного прироста, вместо этого люди, прежде зарегистрированные как ханьцы, просили официально переклассифицировать их как маньчжур, кем они и прежде были в действительности. В 2000—2010 годы численность маньчжуров в КНР сократилась с 10682,26 тыс. чел. до 10387,95 тыс.

## Маньчжуры в России
В Российскую империю по Айгунскому договору 1858 года вошли территории, населённые маньчжурами, на левом берегу Амура от реки Зеи до деревни Хормолдзин. Договор гарантировал им право жить «вечно на прежних местах их жительства» и фактическую экстерриториальность, так как маньчжуры оставались под юрисдикцией Цинского правительства.
При первом появлении русских на реках Зея и Амур (экспедиция Пояркова 1643—1644 гг.) маньчжуров на берегах этих рек не было. Не было их и на 500—600 км южнее, как и китайцев, так как Цинское правительство запрещало этническим китайцам проникать в Маньчжурию.

## Культура и религия

### Религия
При маньчжурском дворе исповедовался шаманизм и культ предков; шаманизм был кодифицирован и во многом изменил свою природу, став придворной религией. Тибетский буддизм также во многом восстановил своё присутствие на территории империи, что особенно сказалось в Монголии; конфуцианство осталось важнейшим инструментом государственного строительства, во многом схоластическая и формальная сторона конфуцианства была усилена. Современные маньчжуры в сельских регионах сохраняют шаманские традиции, живущие в контакте с монголами — приверженность тибетскому буддизму.

### Традиции

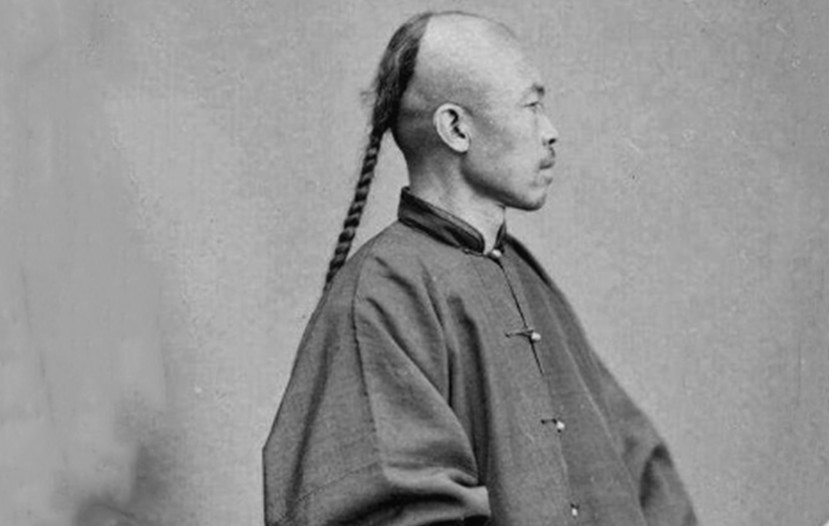
Традиционная причёска маньчжуров

Одними из самых узнаваемых в Китае элементов маньчжурской одежды являются женский веероподобный головной убор на жёстком каркасе, с вышивкой и другими украшениями, называемый китайцами «цитоу» (кит. упр. 旗头), а также женская обувь на высоком каблуке в виде цветочного горшка (кит. упр. 花盆底鞋). Из блюд национальной кухни распространена, например, сачима. Маньчжуры с особым уважением относятся к орлам, собакам, воронам и сорокам, стараясь не вредить им.

## Язык

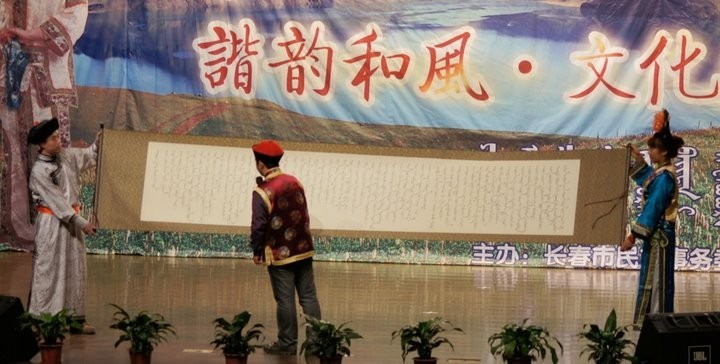
Студенты на мероприятии, посвящённом маньчжурскому языку, в Чаньчуне

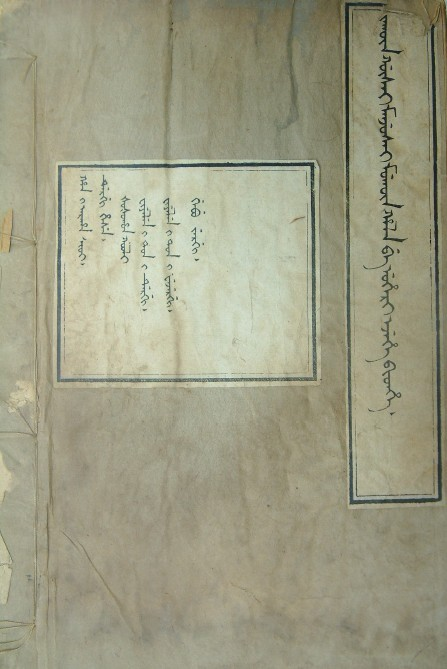
Пример надписи маньчжурским письмом

Маньчжурский язык относится к тунгусо-маньчжурской языковой семье и записывается с помощью маньчжурского письма.

### Маньчжурские народные песни
Маньчжурские народные песни, собранные на настоящее время, можно распределить лингвистически по трём категориям:
1. маньчжурские (75 % от общего числа[7]);
2. китайские;
3. смешанные (и маньчжурские и китайские одновременно).

Музыкальное различие между первой и второй категорией достаточно велико. Первая категория, маньчжурских народных песен, в целом больше сохранила свои собственные музыкальные характеристики и особенности. Некоторые песни с китайским текстом очень похожи на китайские народные песни.

## Маньчжурские национальные автономные единицы в КНР
| Провинция | Округ       | Название                                       | Традиционный китайский | Упрощённый китайский | Пиньинь                           | Официальное меньшинство | Местное название                    | Столица   |
| --------- | ----------- | ---------------------------------------------- | ---------------------- | -------------------- | --------------------------------- | ----------------------- | ----------------------------------- | --------- |
| Хэбэй     | Чэндэ       | Фыннин-Маньчжурский автономный уезд            | 豊寧滿族自治縣         | 丰宁满族自治县       | Fēngníng Mǎnzú Zìzhìxiàn          | Маньчжуры               | Fengning Manju Zizhixian            | Дамин     |
| Хэбэй     | Чэндэ       | Куаньчэн-Маньчжурский автономный уезд          | 寛城滿族自治縣         | 宽城满族自治县       | Kuānchéng Mǎnzú Zìzhìxiàn         | Маньчжуры               | Kuwanceng Manju Zizhixian           | Куаньчэн  |
| Хэбэй     | Чэндэ       | Вэйчан-Маньчжурско-Монгольский автономный уезд | 圍場滿族蒙古族自治縣   | 围场满族蒙古族自治县 | Wéichǎng Mǎnzú Měnggǔzú Zìzhìxiàn | Маньчжуры и монголы     | «Weichang Manzu Mengguzu Zizhixian» | Вэйчан    |
| Хэбэй     | Циньхуандао | Цинлун-Маньчжурский автономный уезд            | 青龍滿族自治縣         | 青龙满族自治县       | Qīnglóng Mǎnzú Zìzhìxiàn          | Маньчжуры               | Cinglung Manju Zizhixian            | Цинлун    |
| Гирин     | Сыпин       | Итун-Маньчжурский автономный уезд              | 伊通滿族自治縣         | 伊通满族自治县       | Yītōng Mǎnzú Zìzhìxiàn            | Маньчжуры               | Itung Manju Zizhixian               | Итун      |
| Ляонин    | Фушунь      | Синьбинь-Маньчжурский автономный уезд          | 新賓滿族自治縣         | 新宾满族自治县       | Xīnbīn Mǎnzú Zìzhìxiàn            | Маньчжуры               | Sinbin Manju Zizhixian              | Синьбинь  |
| Ляонин    | Фушунь      | Цинъюань-Маньчжурский автономный уезд          | 清原滿族自治縣         | 清原满族自治县       | Qīngyuán Mǎnzú Zìzhìxiàn          | Маньчжуры               | Cingyuwan Manju Zizhixian           | Цинюань   |
| Ляонин    | Бэньси      | Бэньси-Маньчжурский автономный уезд            | 本溪滿族自治縣         | 本溪满族自治县       | Běnxī Mǎnzú Zìzhìxiàn             | Маньчжуры               | «Benxi Manzu Zizhixian»             | Сяоши     |
| Ляонин    | Бэньси      | Хуаньжэнь-Маньчжурский автономный уезд         | 桓仁滿族自治縣         | 桓仁满族自治县       | Huánrén Mǎnzú Zìzhìxiàn           | Маньчжуры               | Huwanren Manju Zijysiyan            | Хуанжэнь  |
| Ляонин    | Аньшань     | Сюянь-Маньчжурский автономный уезд             | 岫岩滿族自治縣         | 岫岩满族自治县       | Xiùyán Mǎnzú Zìzhìxiàn            | Маньчжуры               | «Xiuyan Manzu Zizhixian»            | Сюянь     |
| Ляонин    | Даньдун     | Куаньдянь-Маньчжурский автономный уезд         | 寛甸滿族自治縣         | 宽甸满族自治县       | Kuāndiàn Mǎnzú Zìzhìxiàn          | Маньчжуры               | Kuwandiyan Manju Zizhixian          | Куаньдянь |

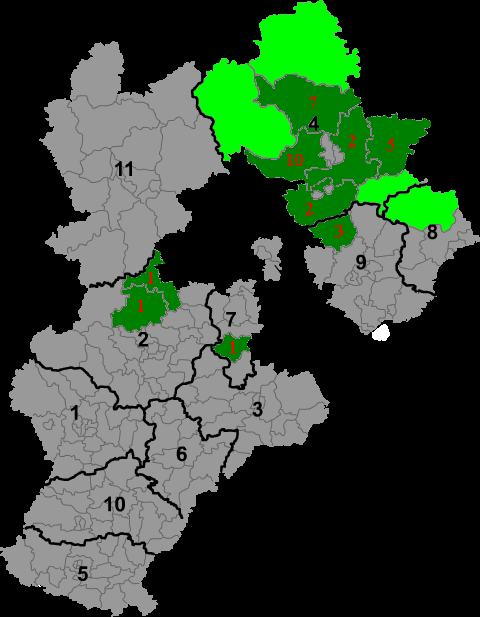
Светло-зелёный — маньчжурские автономные округа, тёмно-зелёный — округа, где имеются национальные волости маньчжур, красные цифры — число национальных волостей в уезде
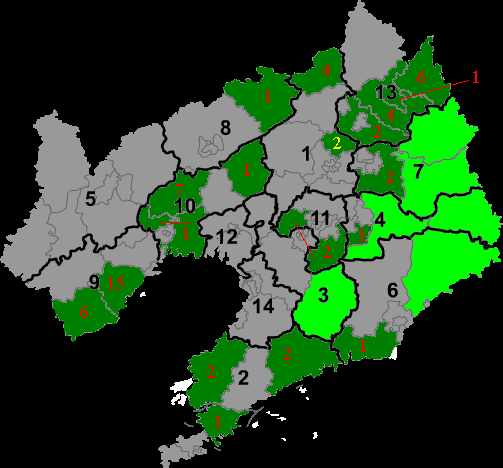
Светло-зелёный — маньчжурские автономные округа, темно-зелёный —- округа, где имеются национальные волости маньчжур, красные цифры — число национальных волостей в уезде, жёлтый — сибо
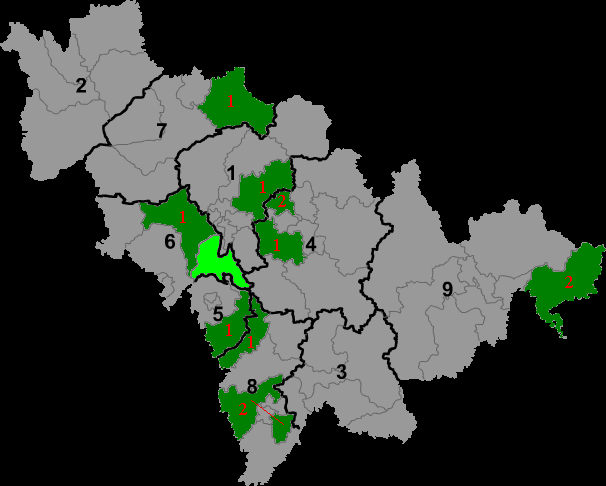
Светло-зелёный — маньчжурские автономные округа, тёмно-зелёный — округа, где имеются национальные волости маньчжур, красные цифры — число национальных волостей в уезде
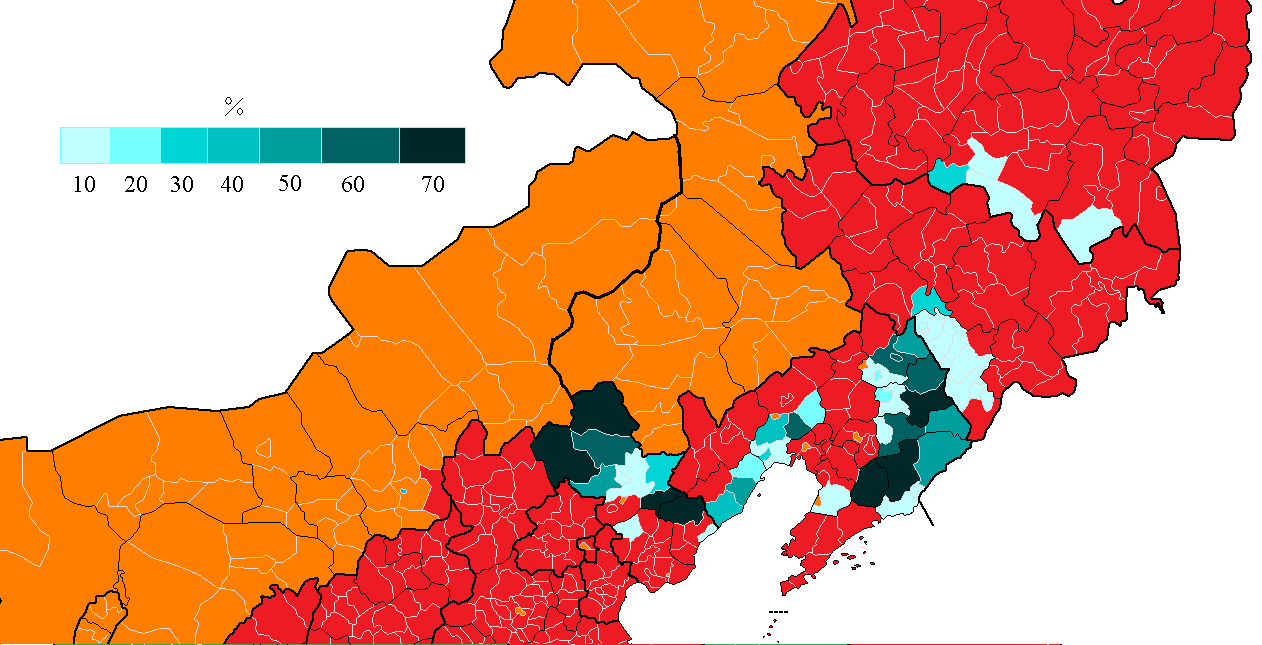
Процентное соотношение маньчжурского населения в провинциях Китая

Кроме того, в провинциях (в скобках число национальных волостей) Аньхой (1), Гирин (12), Гуйчжоу (4), Ляонин (61), Хэбэй (33), Хэйлунцзян (23), автономном районе Внутренняя Монголия (3) и городах Пекин (3) и Тяньцзинь (1) имеются 141 маньчжурская национальная волость.